# 拉瓦海雷环礁

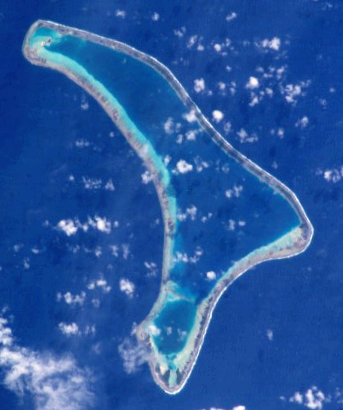

拉瓦海雷環礁（Ravahere）是南太平洋法屬波利尼西亞的環礁，屬於土阿莫土群島和雙子群島的一部分，位於嫩奧嫩奧環礁西北53公里，由希库埃鲁市镇管辖，長18公里、寬7.5公里，土地面積0.7平方公里，潟湖面積5.1平方公里，島上無人居住。
18°13′S 142°09′W / 18.217°S 142.150°W

## 外部連結
- Ravahere on Oceandots.com （页面存档备份，存于）
- Photos[永久]
- Atoll list (in French)